# Hypsicera cribrosa
Hypsicera cribrosa là một loài tò vò trong họ Ichneumonidae.